# 한대화
한대화(1960년 7월 8일 ~ )는 전 KBO 리그 OB 베어스, 해태 타이거즈, LG 트윈스, 쌍방울 레이더스의 내야수이며, 현재는 KBO의 경기운영위원을 맡고 있다.
현역 시절 통산 타율 0.279, 포스트 시즌 통산 0.296이고, 골든 글러브 3루수 부문에서 역대 최다인 8차례 수상하였다. 3루수 부문에서 역대 올스타전 11차례 참가로 최다를 기록하고 있으며, 1988년 올스타전 MVP로 뽑혔다.

## 아마추어 선수 시절
대전 동구 출신으로 동국대학교로 진학한다. 동국대학교 4학년이던 1982년 세계 야구 선수권대회에 참가하여, 잠실야구장에서 벌어진 일본과의 결승전에서 2-2 동점 상황에서 좌측 폴대를 맞추는 3점 끝내기 홈런으로 게임을 승리로 이끄는데 원래 포지션은 유격수였지만 김재박이 버티고 있었던 탓에 어쩔 수 없이 3루수로 뛰었다.

## 프로 야구 선수 시절

### OB 베어스
1983년 OB 베어스의 1차 지명을 받고 입단하였는데 아마추어 시절과 마찬가지로 유격수 포지션이었다. 그는 프로 데뷔 첫 경기에서도 3점 홈런을 기록하였다. 그러나 그 기대치에 비해 정작 프로에서는 별다른 활약을 보여 주지 못하였으며, 1985년 시즌 직전에는 고향 대전에서 개인훈련도중 갈증을 해소하던 뒷산 약수터의 돌려쓰는 바가지가 화근이 되면서 간염이 발병해 체력 관리에 어려움을 느꼈다.
다만 80년대 당시에는 B형 간염에 대한 인식이 굉장히 안 좋아서, A형 간염조차도 같은 간염이란 이유로 숨기는 사람이 많았고 한대화 또한 이러한 케이스였다. 게다가 한대화는 원래 포지션이 유격수이고 자신이 3루수로 기용되는 것에 대해 불만이 많았는데, 유격수는 특성상 수비 능력이 3루수보다 훨씬 강조되는 보직이었다. 당시 OB 김성근 감독은 간염이란 사실을 모르는 상태에서 한대화가 훈련을 계속 빠지니 태만하다고 판단하였고, 그런 주제에 가장 수비 능력이 중요하고 그래서 훈련이 필수적인 유격수를 계속 고집하다 보니 서로간의 오해 속에 마찰이 심해졌다.
결국 한대화는 1986년 3월 당시 해태 타이거즈의 선수인 황기선·양승호와의 트레이드를 통해 해태 타이거즈로 이적했다. 그가 입단했을 때 OB 베어스는 그의 연고 팀이었으나 1985년에 OB 베어스가 서울특별시로 연고지를 이전한 이후 그는 1997년에 은퇴할 때까지 연고 팀에서 활동한 적이 없었고, 2009년 정규 시즌 후 새로운 고향 팀 한화의 부름을 받아서 감독으로 돌아오게 되었다. 그가 트레이드된 해에 새롭게 대전광역시 및 충청북도의 연고 팀으로 빙그레 이글스가 창단되었고, 그는 빙그레에 가기를 원하여 한때 트레이드를 거부하였다. 이로 인해 임의탈퇴 1호 선수로 공시되었다. 이 무렵 동국대학교 시절에 감독으로 함께하였던 김인식이 해태의 수석 코치로 부임하게 되었고 그가 설득하여 해태 타이거즈로 이적하게 되었다.

### 해태 타이거즈
해태 타이거즈 이적 후 뛰어난 활약으로 역대 최고의 3루수 중의 한 명으로 자리매김했다. 1986년 이적 첫 해부터 해태 타이거즈는 전무후무한 리그 4연패를 달성한다. 해태 타이거즈 막강 타선 "KKK포"의 중심 축 중 한 명이었던 김봉연을 잇는 4번 타자로 김성한, 이순철 등과 함께 당대 최고의 타선을 구축하여 무려 6번이나 우승을 이끌었다. 역대 KBO 리그 최고의 클러치 히터로 언론이 '해결사'라는 별명을 지어 주었고, 지금은 없어진 '승리 타점' 부문에서 독보적인 1위를 차지하곤 했다. 특히 투수 선동열의 등판시 맹활약으로 투타에서 단짝을 이루었다.
그가 해태로 트레이드된 후 맹타를 보인 반면 양승호와 황기선은 OB 베어스에서 별 활약을 보여 주지 못하여 OB에게는 한대화의 트레이드가 오히려 마이너스가 되었다.

### LG 트윈스
하지만 그는 1993년 올스타전 때 김응용 감독에게 오해를 사서, 발길질을 당했고 그 장면이 TV로 나가게 되었다. 그러나 그 사건 때문이 아닌 다른 이유(연봉갈등문제)로 그는 해태 타이거즈를 떠나게 되었다. 1993년 12월 4일 LG 트윈스로 트레이드되었다. 한대화, 신동수가 LG 트윈스로 가게 되었고 그 당시 해태 타이거즈가 지명권을 갖고 있었던 허문회와 김봉재의 지명권을 LG가 받아 김상훈과 이병훈이 해태 타이거즈로 오는 3:2 트레이드였다. 주전 3루수로 활동하면서 1994년 LG 트윈스의 2번째 우승에 기여하고 골든 글러브도 받았다.(총 개인 우승 수 7차례) 1994년의 우승 이후 하향 곡선을 그리며 1996년 시즌 후 쌍방울 레이더스의 투수 신영균을 상대로 트레이드되었다.

### 쌍방울 레이더스
1997년에 쌍방울 레이더스로 트레이드되어 43경기에 출장했으나 김성근 감독과 마찰을 빚은 후 2군으로 강등되었다. 이후 3개월치 월봉을 선납으로 받고 그 해 시즌 후 팀에서 임의탈퇴 공시되며 현역에서 물러났다. 화려했던 전성기와 달리 그의 마지막은 쓸쓸하게 끝났다. 한편, 한대화와 맞트레이드된 신영균은 데뷔 첫 해인 1996년에 2승을 올렸지만 LG 이적 후 1999년 1승밖에 올리지 못한 채 2000년 시즌 후 은퇴하여 한대화-신영균 트레이드는 실패작이 되어 버렸다.

## 지도자 시절

### 동국대학교감독
1997년 현역에서 은퇴한 후 2003년까지 모교인 동국대학교 야구부 감독을 맡게 되었는데, 이는 프로 선수 출신 최초로 대학 팀 감독을 맡게 된 것이었다. 많은 후신들을 양성하여 그가 감독을 맡았던 1998년 ~ 2002년 사이 동국대 야구부에서 많은 선수들이 거쳐 가게 되었다. 그리고 한대화가 삼성에서 프로 코치 생활을 시작한 이후 프로 무대에서 이들 동문들은 넓은 인맥을 형성했다. 박한이와 박정권, 송광민, 이여상, 강귀태, 서승화, 박정환, 정원석, 유한준 등이 그의 손을 거쳐 갔다. 이여상의 경우 프로 지명을 받지 못하게 되자 프로 진출을 직접 도와 주기도 했다. 정원석은 2009년 들어 1군에 올라오지 못하고 두산 베어스에서 방출당한 후, KIA 타이거즈에서 입단 테스트를 받다가 이범호의 이적으로 인한 내야진 공백을 메우려던 한대화 감독의 부름을 받고 한화 이글스로 이적하여 비로소 본격적인 주전이 되었다. 박정권은 대학 시절 한대화가 감독으로 있을 때 이미 가능성을 인정하였고, 2009년 플레이오프에서 SK 와이번스의 해결사로 각인되어 본격적인 강타자로 발돋움했다.

### 삼성 라이온즈코치
2004년에 선동열이 주니치 드래건스에서 코치 연수를 마치고 삼성 라이온즈의 수석코치로 부임하게 되었을 때 삼성 라이온즈의 타격코치로 합류했다.
2005년부터 선동열 수석코치가 감독으로 승격되자, 선동열의 뒤를 이어 2009년까지 수석코치를 맡았다.

### 한화 이글스감독
2009년까지 삼성의 수석코치로 활동하다가 시즌 종료 후 계약이 만료된 김인식 감독의 후임자로서 2009년 9월 24일 연고 팀 한화 이글스 제 8대 감독으로 선임되었다. 특히, 한화 이글스 역사상 최초로 연고지인 대전 출신 인사가 감독으로 선임되었다. 한화의 감독으로 취임한 이후 정원석, 이대수 등을 영입하여 리빌딩을 꾀했다. 그러나 동국대학교 감독 시절 애제자였던 3루수 송광민이 프런트의 행정 미숙으로 시즌 중 갑작스럽게 군에 입대했고, 이미 경찰청에서 병역 의무를 다한 외야수 최진행을 제외하면 당장 군에 입대해야 할 젊은 선수들이 많아지게 되어 난관에 크게 부딪히게 되었다. 결국 2010년을 최하위로 끝냈고, 이듬해 일본에서 돌아온 이범호마저 놓쳐 많은 전문가와 팬들은 2011년 성적을 비관적으로 예상했다.
2011년 시작 후, 4월에는 리그 최하위에 머물면서 그 예상이 맞아 떨어지는 듯했다. 이 기간 동안 디시인사이드의 국내 야구 갤러리와 한화 이글스 갤러리의 유저들은 한대화를 돌대화라는 비꼬는 수준의 별명으로 부르기 시작했다. 하지만 2011년 5월 12일 잠실 LG전에서 전현태와 LG 트윈스의 포수 조인성과 홈에서 커다란 충돌을 일으킨 당시, 주심의 홈 아웃 판정에 한대화 감독이 심판에게 욕설을 한 것이 알려지면서부터 팀의 분위기는 급반전되어 결국 5월에 9승 8패라는 준수한 성적으로 분위기가 상승하여 2011년 시즌 공동 6위로 마감, 탈꼴찌에 성공하게 된다. 그 때 그가 한 욕설은 한화 이글스의 응원 구호가 되었다.
2012년 메이저 리거 박찬호와 지바 롯데 마린스의 김태균, FA로 송신영을 영입하며 전문가들 사이에서 4강 전력이라고 예상되었으나 유창식과 이여상, 송신영의 부진 등 또 다시 리빌딩 실패의 악재가 겹쳐 최하위를 전전하게 되었다. 그래서 많은 네티즌들이 한대화 감독을 돌대화 라는 모욕적인 별명으로 부르며 사퇴를 요구했으며, 결국 계약 만료를 앞두고 2012년 8월 28일 24시경 감독직에서 경질되고 말았다. 의리를 중요하게 여겨 임기를 최대한 보장해 주려 했던 한화그룹의 입장으로 보았을 때, 한대화 감독의 경질은 굉장히 이례적인 일이라 할 수 있다. 2012년 8월 28일 구단 측에서는 경질이 아닌 자진 사퇴로 공식 발표하였다. 그의 자리는 한용덕 수석코치가 감독 대행을 맡게 되었다.

### KIA 타이거즈
2012년 시즌을 마치고 선동열 감독의 요청으로 친정 팀 KIA 타이거즈의 2군 총괄코치로 임명되었다. 2군 총괄코치의 보직은 실질으로 2군 감독과 같다.
2013년 시즌을 마치고 이순철의 뒤를 이어 수석코치에 올랐다.
2014 시즌 후 선동열 감독이 안치홍과의 갈등으로 사퇴하자, 한대화 역시 성적 부진에 책임을 지고 동반 사퇴했다.

## 행정가 경력
2015년부터 KBO 경기운영위원으로 선임되어 행정가로 나서고 있다.

## 수상 경력
- 한국시리즈 우승 7회(해태 타이거즈 - 1986, 1987, 1988, 1989, 1991, 1993/ LG 트윈스 - 1994)
- 타격왕 : 1990년 (타율 0.335)
- 최고 출루율 - 1989년 (0.409), 1990년 (0.432)
- 골든 글러브 3루수 부문 : 8회 수상(1986년 ~ 1991년, 1993년~1994년)
- 선발 올스타 출전- 7회 연속 출전 (1987 ~ 1993) 및 총 11회 출전

## 주요 기록
| 기록     | 날짜       | 소속 | 구장 | 상대팀 | 상대 투수 | 경기수 | 타석수 | 달성 당시 나이   | 기타       | 각주 |
| -------- | ---------- | ---- | ---- | ------ | --------- | ------ | ------ | ---------------- | ---------- | ---- |
| 600타점  | 1994. 6. 3 | LG   | 잠실 | 삼성   |           |        |        |                  | 역대 3번째 |      |
| 1000안타 | 1994. 6. 7 | LG   | 전주 | 쌍방울 |           | 1077   | 4133   | 33세 10개월 29일 | 역대 6번째 |      |

## 통산 기록
| 연 도           | 소 속           | 나 이           | 출 장 | 타 석 | 타 수 | 득 점 | 안 타 | 2 루 타 | 3 루 타 | 홈 런 | 타 점 | 도 루 | 도 실 | 볼 넷 | 삼 진 | 타 율 | 출 루 율 | 장 타 율 | O P S | 루 타 | 병 살 타 | 몸 맞 | 희 타 | 희 플 | 고 4 |
| --------------- | --------------- | --------------- | ----- | ----- | ----- | ----- | ----- | ------- | ------- | ----- | ----- | ----- | ----- | ----- | ----- | ----- | -------- | -------- | ----- | ----- | -------- | ----- | ----- | ----- | ---- |
| 1983            | OB              | 23              | 88    | 344   | 313   | 39    | 85    | 17      | 5       | 5     | 44    | 4     | 1     | 16    | 43    | .272  | .310     | .406     | .716  | 127   | 7        | 3     | 9     | 3     | 0    |
| 1984            | OB              | 24              | 74    | 222   | 189   | 22    | 45    | 8       | 1       | 1     | 16    | 5     | 1     | 23    | 26    | .238  | .339     | .307     | .646  | 58    | 3        | 6     | 4     | 0     | 0    |
| 1985            | OB              | 25              | 38    | 54    | 53    | 5     | 12    | 1       | 0       | 2     | 7     | 0     | 0     | 1     | 4     | .226  | .241     | .358     | .599  | 19    | 1        | 0     | 0     | 0     | 0    |
| 1986            | 해태            | 26              | 103   | 394   | 342   | 50    | 102   | 24      | 2       | 14    | 66    | 8     | 7     | 40    | 40    | .298  | .372     | .503     | .875  | 172   | 13       | 2     | 7     | 3     | 1    |
| 1987            | 해태            | 27              | 94    | 358   | 301   | 39    | 71    | 16      | 0       | 13    | 36    | 5     | 2     | 47    | 38    | .236  | .348     | .419     | .766  | 126   | 9        | 5     | 4     | 1     | 0    |
| 1988            | 해태            | 28              | 101   | 415   | 356   | 51    | 114   | 18      | 1       | 18    | 57    | 6     | 4     | 46    | 35    | .320  | .403     | .528     | .932  | 188   | 8        | 5     | 5     | 2     | 1    |
| 1989            | 해태            | 29              | 106   | 443   | 358   | 52    | 100   | 14      | 2       | 13    | 63    | 15    | 9     | 81    | 42    | .279  | .409     | .439     | .847  | 157   | 7        | 0     | 0     | 4     | 5    |
| 1990            | 해태            | 30              | 119   | 500   | 418   | 73    | 140   | 20      | 3       | 15    | 86    | 10    | 4     | 76    | 53    | .335  | .432     | .505     | .937  | 211   | 10       | 0     | 0     | 6     | 7    |
| 1991            | 해태            | 31              | 92    | 398   | 336   | 62    | 101   | 17      | 3       | 22    | 73    | 8     | 8     | 53    | 45    | .301  | .392     | .565     | .957  | 190   | 10       | 2     | 0     | 7     | 3    |
| 1992            | 해태            | 32              | 110   | 436   | 362   | 69    | 97    | 16      | 1       | 20    | 74    | 8     | 8     | 66    | 53    | .268  | .379     | .483     | .862  | 175   | 10       | 1     | 3     | 4     | 4    |
| 1993            | 해태            | 33              | 107   | 394   | 335   | 46    | 89    | 13      | 1       | 13    | 46    | 4     | 5     | 50    | 46    | .266  | .364     | .427     | .791  | 143   | 10       | 3     | 4     | 2     | 0    |
| 1994            | LG              | 34              | 106   | 414   | 357   | 49    | 106   | 15      | 1       | 10    | 67    | 3     | 1     | 48    | 48    | .297  | .384     | .429     | .813  | 153   | 11       | 5     | 0     | 4     | 2    |
| 1995            | LG              | 35              | 98    | 324   | 295   | 25    | 71    | 13      | 0       | 8     | 37    | 1     | 1     | 25    | 51    | .241  | .300     | .366     | .666  | 108   | 9        | 1     | 1     | 2     | 2    |
| 1996            | LG              | 36              | 52    | 154   | 138   | 12    | 32    | 5       | 0       | 5     | 16    | 1     | 1     | 16    | 24    | .232  | .312     | .377     | .689  | 52    | 5        | 0     | 0     | 0     | 2    |
| 1997            | 쌍방울          | 37              | 43    | 132   | 111   | 16    | 25    | 2       | 0       | 4     | 24    | 1     | 0     | 20    | 19    | .225  | .344     | .351     | .695  | 39    | 5        | 0     | 1     | 0     | 2    |
| KBO 통산 : 15년 | KBO 통산 : 15년 | KBO 통산 : 15년 | 1331  | 4982  | 4264  | 610   | 1190  | 199     | 20      | 163   | 712   | 79    | 52    | 608   | 567   | .279  | .370     | .450     | .820  | 1918  | 118      | 33    | 38    | 38    | 29   |

- 시즌 기록 중 굵은 글씨는 해당 시즌 최고 기록